# 康尼斯多加運載火箭

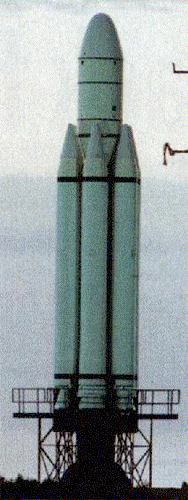
The first, and only, Conestoga 1620, prior to its launch from Wallops Island. The engine bells on the various clustered boosters indicate their firing order, those with the largest bells are tuned for higher altitudes.

康尼斯多加運載火箭（Conestoga）是美國開發的一次性使用運載系統，1982年首次發射。